# Oratorio (música)
El oratorio es un género musical dramático sin puesta en escena, ni vestuario, ni decorados. Compuesto generalmente para voces solistas, coro y orquesta sinfónica, a veces con un narrador, su tema es frecuentemente religioso (historias de la Biblia o del Evangelio, de la vida de Jesús o de las vidas de santos, etc.), pero también puede ser profano (héroes mitológicos, temas históricos, himno a la naturaleza, etc.). Formalmente bastante cercano a la cantata y a la ópera, el oratorio comprende generalmente una obertura, recitativos, arias y coros.

## Etimología
El término oratorio designaba al principio un lugar donde los miembros de una comunidad religiosa o cofradía se reunían a orar. En la segunda mitad del Cinquecento, en Roma, en el seno del movimiento religioso nacido por iniciativa de San Felipe Neri el término toma el significado de un tipo particular de reunión que comprendía la lectura de libros espirituales o pasajes bíblicos, escuchar un sermón, acompañados de oraciones y cantos de alabanza. Tales reuniones se llamaron ejercicios del oratorio o simplemente oratorios. Cuando la parte musical llegó a ser la parte característica de estas reuniones el término oratorio pasó a significar la obra musical.

## Elementos característicos
El oratorio evolucionó rápidamente en diferentes formas, siendo cantado en latín o en diferentes lenguas vernáculas, pudiendo ser narrativo y dramático a semejanza de la ópera, o próximo a la cantata y a la música de la liturgia.
A pesar de las diferencias que se encuentran entre los diferentes estilos de oratorio un conjunto de características estructurales son comunes al conjunto del género:
- Una estructura general en tres partes (eventualmente precedida de un preludio instrumental).
- La presencia de un narrador (exterior a la acción o identificado con un personaje).
- La alternancia entre las partes cantadas de arias y recitativos.

Un tipo importante de oratorio es la Pasión, cuyo tema, como su nombre indica, es la Pasión de Cristo.

## Diferencias con la ópera
A diferencia de la ópera, el oratorio es interpretado en forma de concierto, sin representación escénica: su trama se narra a partir de los textos y la música. Además, mientras que las óperas se ponen en escena habitualmente en un teatro construido especialmente para este género, el oratorio suele representarse en iglesias.

## Algunos oratorios famosos

### Religiosos
- 1600, Emilio de Cavalieri : La Rappresentazione di Anima et di Corpo
- 1623, Heinrich Schütz : Historia de la Resurrección de Jesús
- 1645, Heinrich Schütz : Las siete palabras de Cristo en la Cruz
- 1647, Cornelis Thymanszoon Padbrué : De traanen Petri ende Pauli
- antes de 1650, Giacomo Carissimi : Historia de Jefté
- 1664, Heinrich Schütz : Natividad
- 1682, Michelangelo Falvetti : El Diluvio Universal
- 1684, Alessandro Scarlatti : Agar e Ismael exiliados
- 1705, Alessandro Scarlatti : Il Sedecia, re di Gerusalemme
- 1708, Georg Friedrich Haendel : La Resurrección
- 1712, Tommaso Albinoni : Maria annunziata
- 1715, Alessandro Scarlatti : Oratorio para la Santísima Trinidad
- 1716, Antonio Vivaldi : Juditha triumphans
- 1719, Georg Friedrich Haendel : Pasión de Brockes
- 1724, Johann Sebastian Bach : Pasión según San Juan
- 1725, Johann Sebastian Bach : Oratorio de Pascua
- 1727, Johann Sebastian Bach : Pasión según San Mateo
- 1730, Jan Dismas Zelenka : Il serpente di Bronzo (La serpiente de bronce)
- 1732, Georg Friedrich Haendel : Esther
- 1733, Georg Friedrich Haendel : Deborah y Athalia
- 1734, Johann Sebastian Bach : Oratorio de Navidad
- 1735, Johann Sebastian Bach : Oratorio de la Ascensión
- 1735-1739, Johann Adolf Hasse : Serpentes ignei in deserto
- 1739, Georg Friedrich Haendel : Saul y Israel en Egipto
- 1742, Georg Friedrich Haendel : El Mesías
- 1742, Niccolò Jommelli : Isacco figura del Redentore
- 1743, Georg Friedrich Haendel : Sansón
- 1744, Georg Friedrich Haendel : Joseph and his Brethren
- 1745, Georg Friedrich Haendel : Belshazzar
- 1746, Georg Friedrich Haendel : Occasional Oratorio
- 1747, Georg Friedrich Haendel : Judas Maccabeus
- 1747, Baldassare Galuppi : La caduta di Adamo
- 1748, Georg Friedrich Haendel : Joshua y Alexander Balus
- 1749, Georg Friedrich Haendel : Susana y Salomón
- 1750, Georg Friedrich Haendel : Theodora
- 1752, Georg Friedrich Haendel : Jefté
- 1762, Georg Philipp Telemann : El día del Juicio
- 1764, Luigi Boccherini : Il Giuseppe Riconosciuto, G 538
- 1767, Wolfgang Amadeus Mozart : La obligación del primer mandamiento, K 35 (Solo la primera parte)
- 1769, Carl Philipp Emmanuel Bach : Los Israelitas en el desierto
- 1771, Wolfgang Amadeus Mozart : Betulia liberata, K 118
- 1775, Joseph Haydn : Il ritorno di Tobia
- 1776, Andrea Luchesi : La passione di Gesù Cristo
- 1785, Wolfgang Amadeus Mozart : David penitente, K 469
- 1786, Domenico Cimarosa : Il sacrifizio di Abramo
- 1796, Joseph Haydn : Las siete últimas palabras de Cristo en la cruz
- 1798, Joseph Haydn : La Creación
- 1803, Ludwig van Beethoven : Cristo en el Monte de los Olivos
- 1803, Antonio Salieri : Gesù al limbo
- 1820, Franz Schubert : Lazarus (Inconcluso)
- 1836, Felix Mendelssohn : Paulus
- 1846, Felix Mendelssohn : Elías
- 1847, Felix Mendelssohn : Christus (Inconcluso)
- 1854, Hector Berlioz : La infancia de Cristo
- 1858, Camille Saint-Saens : Oratorio de Noël
- 1865, Franz Liszt : Die Legende von der heiligen Elisabeth
- 1869, Arthur Sullivan : The Prodigal Son
- 1873, Franz Liszt : Christus
- 1876, Camille Saint-Saens : Le Déluge
- 1879, César Franck : Les Béatitudes
- 1885, Charles Gounod : Mors et vita
- 1898, Lorenzo Perosi : La risurrezione di Cristo
- 1900, Jules Massenet : La Tierra prometida
- 1906, Edward Elgar : El Reino
- 1913, Camille Saint-Saens : La Tierra prometida
- 1921, Arthur Honegger : Le Roi David
- 1931, William Walton : El banquete de Baltasar
- 1935, Arthur Honegger : Juana de Arco en la hoguera
- 1938, Franz Schmidt : El libro con siete sellos
- 1945, Frank Martin : In terra pax
- 1949, Frank Martin : Golgotha
- 1960, Frank Martin : Le Mystère de la Nativité
- 1960, Pau Casals : El Pesebre
- 1961, Arnold Schönberg, La escala de Jacob (Inconcluso)
- 1966, Krzysztof Penderecki : Passion selon Saint Luc
- 1972, Félix Lisiecki : Oratorio para nuestro tiempo
- 1972, Darius Milhaud : Saint-Louis, roi de France
- 1999, Ángel Parra : Concierto oratorio de Navidad según San Lucas
- 2000, John Adams : El Niño
- 2000, Georges Aperghis: Die Hamletmaschine, texto: Heiner Müller
- 2004, Thomas Gabriel: Boniface, texto: Barbara Nichtweiß
- 2007, Thierry Machuel : L'Encore Aveugle
- 2009, Abed Azrié : El evangelio según Juan
- 2012, John Adams : The Gospel According to the Other Mary (El Evangelio según la otra María)

### Profanos
- 1707, Georg Friedrich Haendel : Il trionfo del Tempo e del Disinganno
- 1737, Georg Friedrich Haendel : Il trionfo del Tempo e della Verità
- 1740, Georg Friedrich Haendel : L'Allegro, il Penseroso ed il Moderato
- 1744, Georg Friedrich Haendel : Semele
- 1745, Georg Friedrich Haendel : Hércules
- 1751, Georg Friedrich Haendel : The Choice of Hercules
- 1757, Georg Friedrich Haendel : The Triumph of Time and Truth
- 1801, Joseph Haydn : Las Estaciones
- 1843, Robert Schumann : El paraíso y la peri
- 1846, Hector Berlioz : La condenación de Fausto
- 1851, Robert Schumann : Der Rose Pilgerfahrt
- 1853, Robert Schumann : Szenen aus Goethes Faust
- 1870, Max Bruch : Normannenzug
- 1872, Max Bruch : Odysseus
- 1875, Max Bruch : Arminius
- 1900, Edward Elgar : El Sueño de Géronte
- 1911, Arnold Schönberg : Gurrelieder
- 1917, Darius Milhaud : Las coéforas
- 1927, Igor Stravinski : Edipo rey (ópera-oratorio)
- 1931, Paul Hindemith : Das Unaufhörliche
- 1934, Igor Stravinski : Perséphone (ópera-oratorio-ballet)
- 1936, Carl Orff : Carmina Burana
- 1936, Michael Tippett : A Child of Our Time
- 1942, Frank Martin : Le vin herbé
- 1947, Arnold Schönberg : Un superviviente de Varsovia
- 1949, Dmitri Shostakovich: Canción de los bosques
- 1950, Serguéi Prokófiev : En guardia por la paz
- 1954, Léo Ferré : La Chanson du mal-aimé (texto : Guillaume Apollinaire)
- 1958, Bohuslav Martinů : La Epopeya de Gilgamesh
- 1958, Alfred Schnittke : Nagasaki
- 1962, Serguéi Prokófiev, Iván el terrible (de la música compuesta para la película de Eisenstein en dos partes, 1942 et 1945)
- 1965, Peter Weiss : La indagación
- 1968, Hans Werner Henze : Das Floß der Medusa
- 1976, Lorenzo Ferrero : Le Néant où l'on ne peut arriver (texto : Blaise Pascal)
- 1985, Mauricio Kagel : Sankt-Bach-Passion
- 1991 y 2001, Paul McCartney : Liverpool Oratorio y Ecce Cor Meum, creado en noviembre de 2001 en Oxford,[3] estreno mundial el 3 de noviembre de 2006 en Londres en el Royal Albert Hall

## Forma

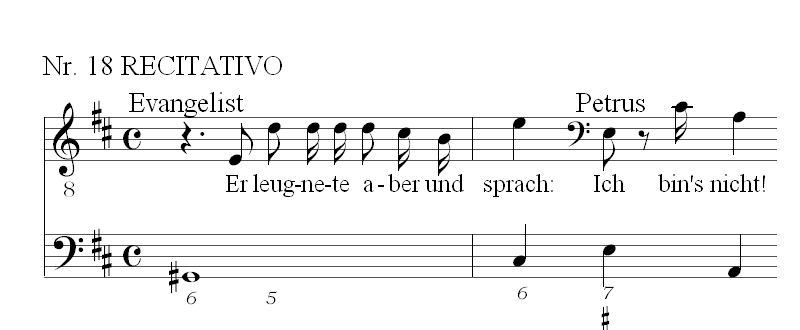

El primitivo oratorio italiano tenía, generalmente, dos partes.En las reuniones del oratorio de San Felipe Neri la música servía como marco del sermón, que se daba también en dos partes. Su duración era de 40 a 50 minutos, mientras que los textos tenían alrededor de 350 a 450 líneas en verso, generalmente rimado. Hasta mediados del siglo XVII el oratorio tenía partes narrativas interpretadas por un solista llamado el testo, que en latín significa testigo. En la segunda mitad del siglo XVII se estableció también una forma dramática sin partes narrativas. 
En los primeros oratorios la acción viene conducida por los interlocutori (interlocutores), normalmente 4 o 5 solistas.  En su estructura, el oratorio empezó a parecerse a la ópera: la secuencia de recitativo y aria reemplazó a la forma continua de la ópera inicial. El elemento decisivo fue el orden alternativo de recitativo y aria, cuya estructura se parece a la de la ópera barroca. 
El oratorio luterano alemán se basa en textos bíblicos, especialmente en los que narran la pasión de Cristo, muchas veces en formas que mezclan los textos de los cuatro evangelistas. Domina la forma de la Pasión de Brockes. Un narrador, llamado Historicus, Testo o en las pasiones evangelista, cuenta la trama, mientras que otras personas hablan en forma de arias, monodia o recitativos.
Estos son acompañados por textos, presentados por coro y solistas, quienes comentan e interpretan lo ocurrido o lo complementan con estrofas de corales. Las partes de comentario se componían como aria da capo para solista o elenco con acompañamiento y bajo continuo. El coro tiene una triple tarea: representa las voces de las multitudes, comenta en forma de aria de coro o representa la comunidad de los creyentes y oyentes de la misa, cantando corales.
De ese reparto de textos surge el llamado dramatismo de tres planas, característico del oratorio: La primera plana es la trama, representada por el narrador y las personas, la segunda es la reacción emotiva, representada por las arias con recitativo, la tercera es la comunidad de los creyentes, representada en los coros. Aunque se han dado muchas variaciones de esa forma, la estructura básica sigue vigente hasta las obras de hoy en día, aun representando figuras no derivadas del universo cristiano.

## Antecedentes y formación
El Concilio de Trento (1545-1563) limitó el uso de música en la liturgia. En la misa solo admitía el órgano y el canto, con la condición de que no se usaran de forma exuberante y vana, y que el texto fuera siempre inteligible.
Por otra parte, se formaron varios movimientos de reforma católica que tuvieron influencia en la vida eclesiástica del siglo XVI, uno de ellos fue la Congregación del Oratorio de San Felipe Neri. En este ambiente, el llamado oratorio, las reuniones eran en italiano en vez de latín. Se rezaban oraciones, predicaban sermones y se interpretaban piezas musicales. Los laudas, un canto de varias voces sobre textos populares sacramentales de Italia, tenían especial importancia.
En 1600 se estrena una obra del poeta de laudas, Agostino Manni, en forma musical y escénica, la Rappresentazione di anima e di corpo. La música es de Emilio de' Cavalieri (1550-1602). Fue escrita en el entonces llamado estilo moderno, alternando canto solista, conjuntos y coros. Se presentan figuras bíblicas y alegóricas, como el Intelecto, el Consejo, el Ángel de la guarda, el Mundo, las almas perdidas en el Infierno, las almas dichosas en el Cielo. La obra contenía mucha más vida y era más intensa que las Laudes, de forma similar a la ópera que surgió en la misma década.
Otros precursores de los oratorios son los madrigales sacros de Italia, en forma de diálogo. El ejemplo más importante es Il Combattimento di Tancredi e Clorinda del Libro de Madrigales número 8 (1638) de Claudio Monteverdi. 

## Barroco

### Periodo temprano
En Italia los compositores más notables fueron Giacomo Carissimi, Alessandro Stradella, Alessandro Scarlatti. Otros compositores de importancia son Marco Marazzoli, Domenico Mazzocchi, Pietro Della Valle, Luigi Rossi, Francesco Foggia, Vincenzo De Grandis, Giovanni Carlo Maria Clari, Antonio Caldara, Carlo Francesco Pollaiolo, Tommaso Pagano, y Donato Ricchezza. 
A mediados de siglo, el oratorio se establece también en Viena, gracias a dos compositores venecianos con funciones musicales en la corte Giovanni Priuli (ca. 1580-1629) y Giovanni Valentini (1582-1644). 
En seguida se estableció el tipo del «Oratorio al Sepolcro als Venerdi Santo», también denominado «Sepolcro di Viena». Los oratorios de Viena del siglo XVII raramente se denominan "Oratorio", sino "Rappresentazione sacra al Sepolcro", "Azione sacra" o "Componimento sacro al Sepolcro". Tienen como característica la representación escénica y la estructura de una sola parte. Varios maestros de la capilla real y compositores de ópera escribieron obras. En el siglo XVII Giovanni Felice Sances, Antonio Draghi y Giovanni Battista Pederzuoli, en el siglo XVIII Marc’ Antonio Ziani, Johann Joseph Fux, Antonio Caldara y Francesco Bartolomeo Conti. El emperador Leopoldo I también compuso varios oratorios. En la segunda mitad del siglo XVIII Georg Christoph Wagenseil, Carl Ditters von Dittersdorf, Antonio Salieri y Joseph Haydn destacan con oratorios sobre textos italianos. Los libretistas predilectos en Viena fueron Nicolò Minato, Pietro Metastasio y Apostolo Zeno.
Después de la muerte de Carlos VI (1740) se extingue la línea de Habsburgo en Austria. Con eso termina también la época gloriosa de la corte de Viena. Con las actividades musicales se extingue también la producción de oratorios.
En Francia, las Guerras contra los hugonotes y el absolutismo causaron una pausa de casi un siglo, especialmente en el campo de la música eclesiásticas. Bajo esas condiciones, ni la ópera del tipo italiano ni el oratorio podían establecerse. Marc-Antoine Charpentier (ca. 1645-1704) compuso algunos oratorios. Sin embargo, su obra fue un acontecimiento atípico cuya influencia en la historia fue muy limitada.

### Barroco italiano
Durante el siglo XVIII, Italia sigue siendo uno de los centros de creación de oratorios. Alrededor de 1750, el bajo continuo es remplazado por los medios de la época clásica (orquesta del tipo Mannheim). El dominio de la ópera napolitana influye en el oratorio de tal manera que el aria da capo es parcialmente reemplazada por otras formas de aria como cavatinas y rondós). El número de coros, elencos y piezas instrumentales aumenta. 
Sin embargo, el oratorio se muestra a nivel de estilo, más conservador que la ópera. Ni los elementos característicos de la ópera bufa, ni el manejo de motivos y temas clásico encuentran uso en el oratorio. La mayor parte de las obras está escrita sobre textos italianos.
Entre 1730 y 1740, el poeta Pietro Metastasio escribió siete libretos de oratorios que fueron puestos en música innumerables veces durante las décadas siguientes. En esos libretos hay un intercambio permanente entre recitativo y aria. El recitativo tiene un carácter altamente narrativo, contemplativo y moralizador. Un evangelista o testigo como instancia narrativa central normalmente no existe.
La mayoría de los compositores de esa época eran empleados de las grandes instituciones eclesiásticas. Los más importantes fueron Niccolò Jommelli, Tommaso Traetta, Giovanni Battista Casali y Pietro Maria Crispi en Roma, Giovanni Battista Martini en Bolonia, Baldassare Galuppi en Venecia y Niccolò Piccinni, Giovanni Paisiello y Domenico Cimarosa in Nápoles.

### El oratorio protestante de Alemania del Norte
El oratorio protestante en Alemania tiene un desarrollo independiente al de Italia. Los inicios son Pasiones en forma responsorial e historias. Los textos no se limitan a la Biblia, sino que contienen comentarios y meditaciones. En el marco alemán, los  Kleine Geistliche Konzerte (pequeños conciertos espirituales), las Musicalische Exequien (exequias musicales) (1635) y Die Sieben Worte Jesu Christi am Kreuz (Las siete palabras de Cristo en la Cruz) (1645) de Heinrich Schütz, escritas durante la Guerra de los Treinta Años (1618 - 1648) fueron las primeras obras maestras. Schütz estableció el papel central del evangelista y la dramaturgia de tres planos. El instrumentario fue limitado, acomodándose a las circunstancias del país devastado por la guerra.
Las obras de Schütz posteriores a la guerra (Pasiones según San Lucas (en 1664), San Mateo (1665) y San Juan (1666) y la Historia de Navidad (1664) recurren a una instrumentación más amplia y definida y a la dramaturgia de tres planos. Esta forma puede considerarse el modelo del oratorio protestante.
Dietrich Buxtehude, cantor en Lübeck, escribió Abendmusiken (músicas para la tarde) para uso litúrgico. Sus composiciones tenían cinco partes. Como texto usaba versículos de la Biblia, poemas y corales. La forma era semejante al oratorio italiano. 
El primer oratorio del siglo XVIII fue «Der blutige und sterbende Jesus», compuesto por Reinhard Keiser, cantor en Hamburgo. De esa obra solo ha sobrevivido el libreto de Christian Friedrich Hunold. El estreno fue en 1704 en Hamburgo. Lo nuevo de esta obra consistía en que el libreto era una paráfrasis en forma de verso rimado. El tratamiento libre del texto fue razón de fuertes críticas por parte de las autoridades eclesiásticas de Hamburgo, quienes también criticaban la evolución de la ópera de Hamburgo. Por lo tanto, ni los oratorios de Keiser, ni los de Johann Mattheson, ni los de Georg Philipp Telemann fueron representados en iglesias. Por lo tanto, en Hamburgo el oratorio perdió su lugar dentro de la liturgia y se convirtió en un género de concierto.
El oratorio «Der für die Sünde der Welt gemarterte und sterbende Heiland» de 1712 sobre un texto de Barthold Heinrich Brockes con música de Reinhard Keiser es de suma importancia. El libreto, la llamada «Pasión de Brockes», fue utilizado posteriormente por varios compositores de renombre, como Georg Friedrich Händel (1716), Johann Mattheson (1718), Georg Philipp Telemann (1722), entre otros. Con el texto de Brockes, el género del oratorio llegó a tener éxito duradero en Alemania. 
Los temas del oratorio barroco en Alemania se limitaban comúnmente a la Pascua y la Navidad. Fuera de Hamburgo, solo algunos oratorios se conocían antes de la obra monumental de Johann Sebastian Bach. Hay oratorios de Pascua de Carl Heinrich Graun (Dresde), Gottfried Heinrich Stölzel (Gotha) y Christian Friedrich Rolle (Magdeburg). Otros centros fueron Danzig, Schwerin-Ludwigslust, Berlín y Leipzig.

### El oratorio en la época georgiana
La época georgiana empezó con un monarca de origen alemán Jorge I y un compositor nacido en Alemania Georg Friedrich Händel. Händel, escribió 25 oratorios, el más conocido hoy es El Mesías, la mayoría son de temas bíblicos, aunque otros son temas de la mitología griega y romana. Es también el autor del primer oratorio en lengua inglesa, Esther. 
Entre los imitadores de Händel se encuentra el italiano Cristiano Giuseppe Lidarti que trabajó para la comunidad judía de Ámsterdam componiendo una versión en hebreo de Esther.

## Oratorios notables

### Oratorios de J. S. Bach
La culminación del oratorio alemán protestante son las pasiones de Johann Sebastian Bach: 
- Pasión según San Juan, BWV 245, 1724
- Pasión según San Mateo, BWV 244, 1727
- Pasión según San Marcos, BWV 247, 1731

Bach mismo había estudiado intensamente los oratorios hamburgueses de Reinhard Keiser y los había presentado en su función de cantor de iglesia en Leipzig. Bach prestaba las formas musicales de sus antecesores Keiser y Telemann, pero los llenaba con una expresión musical propia. En diferencia a las Brockespassion, los textos de madrigal y coral no fueron usados como introducción al texto bíblico, sino como interpretación teológica. No fueron obras de sentido misionero, sino música para el cristiano creyente, intelectual y consciente de sus tradiciones.
Los otros oratorios de Bach (Weihnachtsoratorium, BWV 248, Osteroratorium, BWV 249, Himmelfahrtsoratorium, BWV 11) fueron obras derivadas de cantatas de uso litúrgico. Fueron compuestos inicialmente como cantatas y posteriormente titulados como cantatas. Como es costumbre en las cantatas, en eso "oratorios", el centro temático no es el texto bíblico, sino el coral atribuido a la semana eclesiástica.

### Oratorios de G. F. Händel
Georg Friedrich Händel representa la cumbre del oratorio con obras como:
- Pasión según San Juan  (sin catalogar)
- Il Trionfo del Tempo e del Disinganno HWV 46a
- Il Trionfo del Tempo e della Verità HWV 46b
- La Resurrección HWV 47
- Pasión de Brockes HWV 48
- Esther HWV 50a
- Esther HWV 50b
- Deborah HWV 51
- Athalia HWV 52
- Saúl HWV 53
- Israel en Egipto HWV 54
- L'Allegro, il Penseroso ed il Moderato HWV 55
- El Mesías HWV 56
- Sansón HWV 57
- Semele HWV 58
- Joseph and his Brethren HWV 59
- Hércules HWV 60
- Baltasar HWV 61
- Occasional Oratorio HWV 62
- Judas Macabeo HWV 63
- Josué HWV 64
- Alexander Balus HWV 65
- Susana HWV 66
- Salomón HWV 67
- Teodora HWV 68
- The Choice of Hercules HWV 69
- Jefté HWV 70
- The Triumph of Time and Truth HWV 71
- El festín de Alejandro HWV 75